# Відкривачка

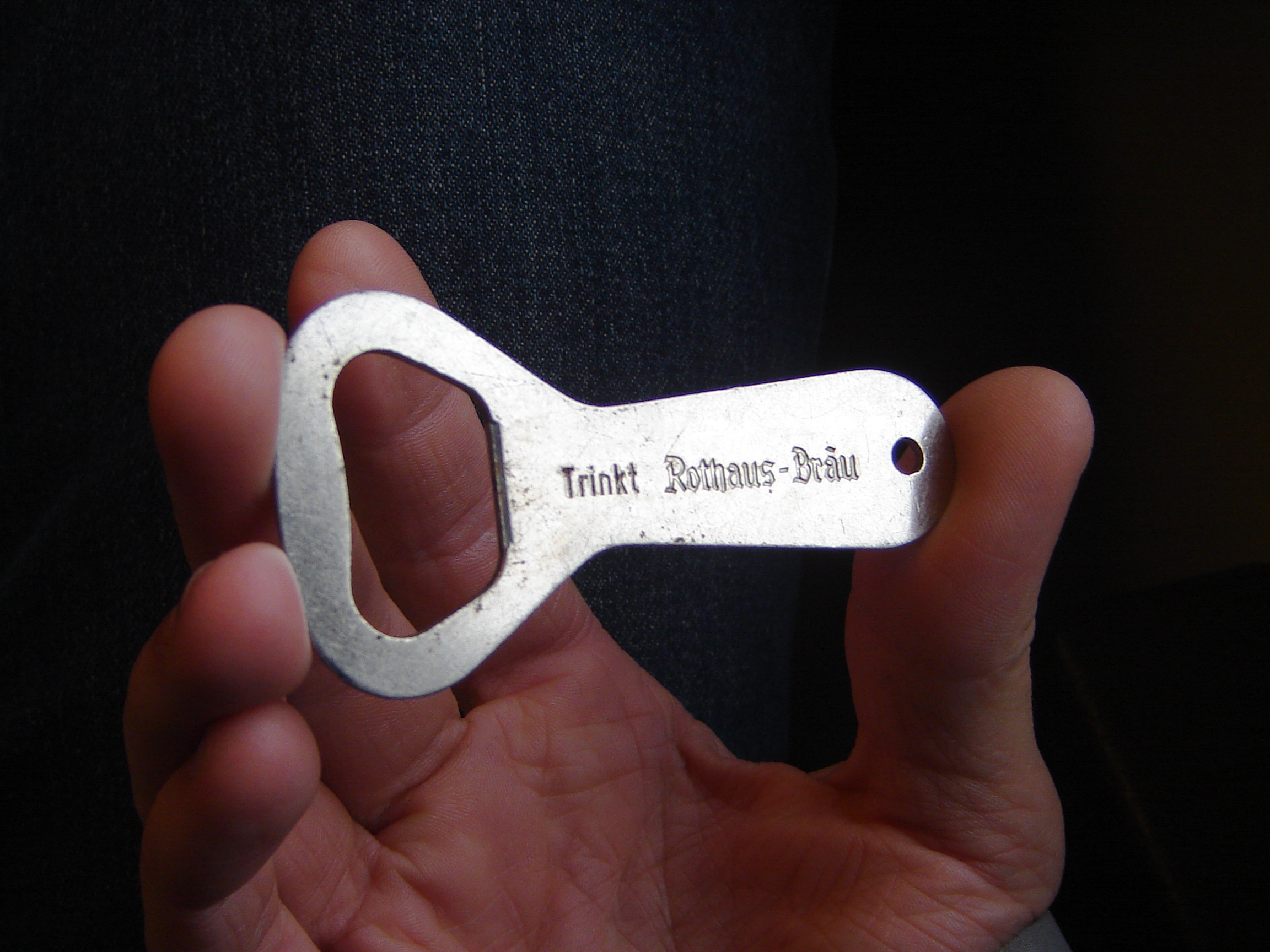
Звичайна відкривачка

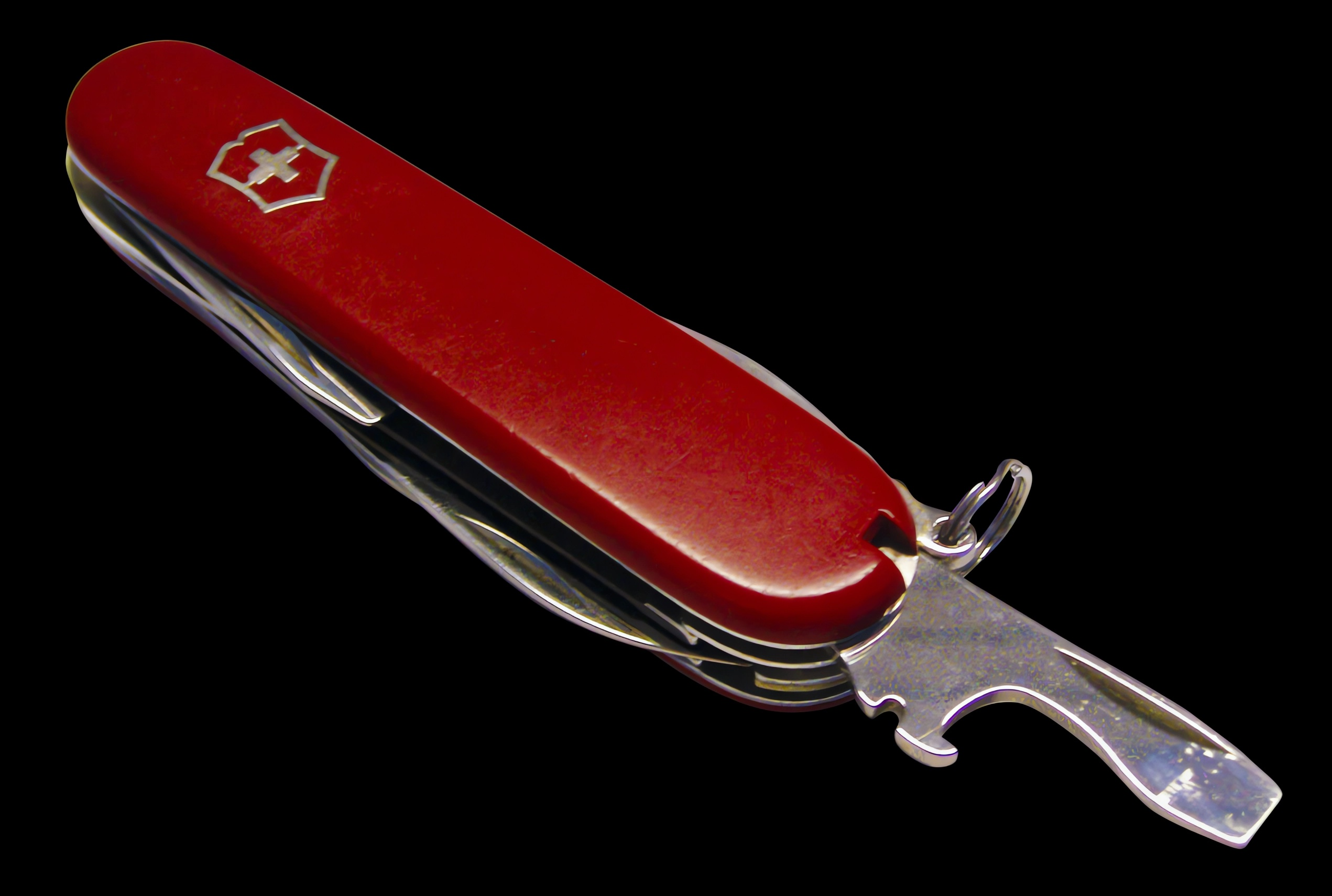
Відкривачка швейцарського ножа фірми Victorinox

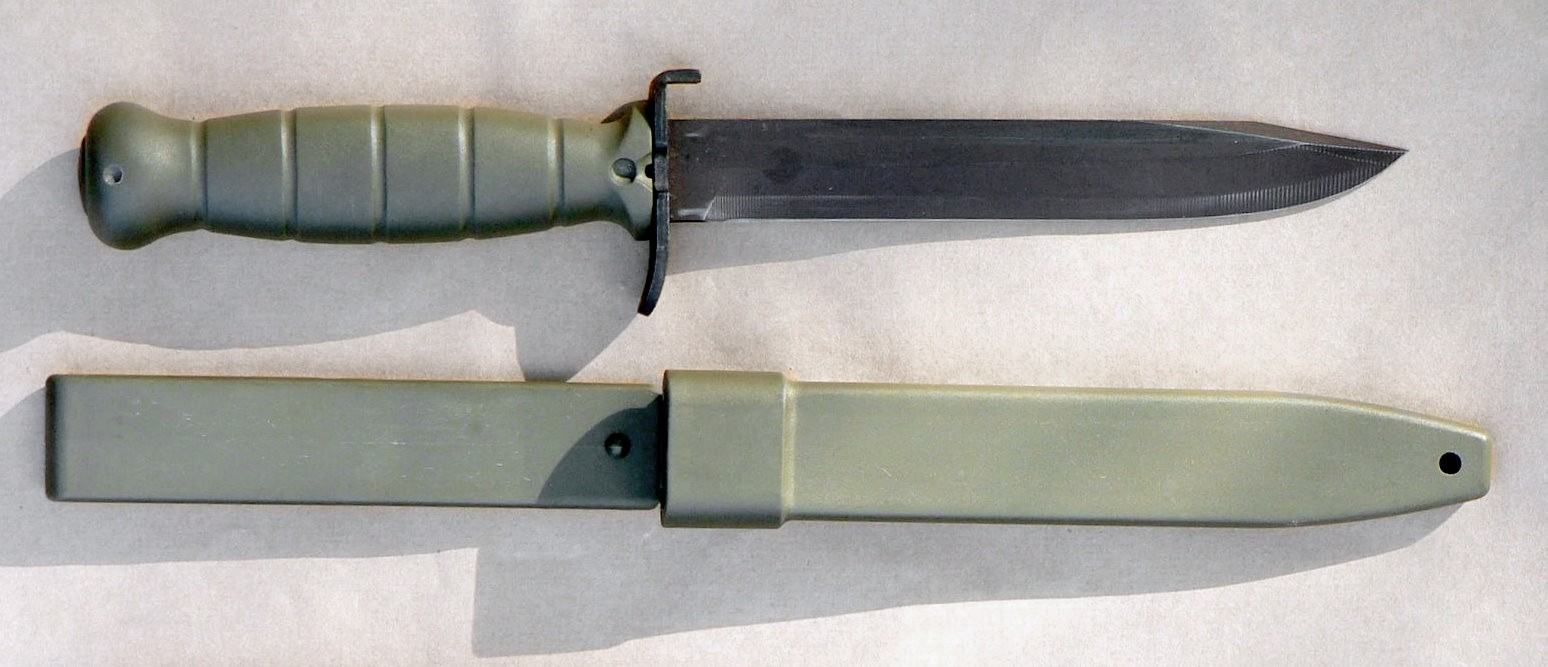
У ножа фірми Glock роль відкривачки виконує загнутий кінець хрестовини

Відкрива́чка — кухонний пристрій, призначений для зручного зняття металевих кроненкришок з пляшок. Існує два основних типи відкривачок: у вигляді кільця з язичком, і у вигляді гачка спеціальної форми. При відкриванні язичок відкривачки засовується між горлом пляшки і корком. Важіль, який виникає при цьому, легко дозволяє загнути корок таким чином, що вона зісковзує з горла пляшки.
Перші відкривачки з'явилися на ринку незабаром після появи пляшкових кришок: Bottle Uncapping Tool, патент № 1893, Альфреда-Луї Бернардена (Alfred Louis Bernardin) і Capped-Bottle Opener, патент № 1894, Вільяма Пейнтера (William Painter).
Існують і незвичайні види відкривачок, наприклад, стаціонарні, прикріплені до стін. Деякі з них споряджені магнітами для знятих кронкришок.

## Відкривачка для корків
Для відкорковування пляшок, поряд зі штопорами, іноді використовують спеціальні коркові відкривачки, відомі в англійській мові як twin prong cork puller або Butler's Friend («друг виночерпія»). Такий пристрій являє собою овальну ручку (близько 5 × 8 см), до якої паралельно одна одній прикріплені дві металеві смужки близько 10 см у довжину, 5 мм у ширину й 0,5 мм у товщину. Смужки встромляють у проміжок між корком і стінками горлечка, потім починають обертати відкривачку; внаслідок тертя корок теж починає повертатися і поступово виходить з пляшки.

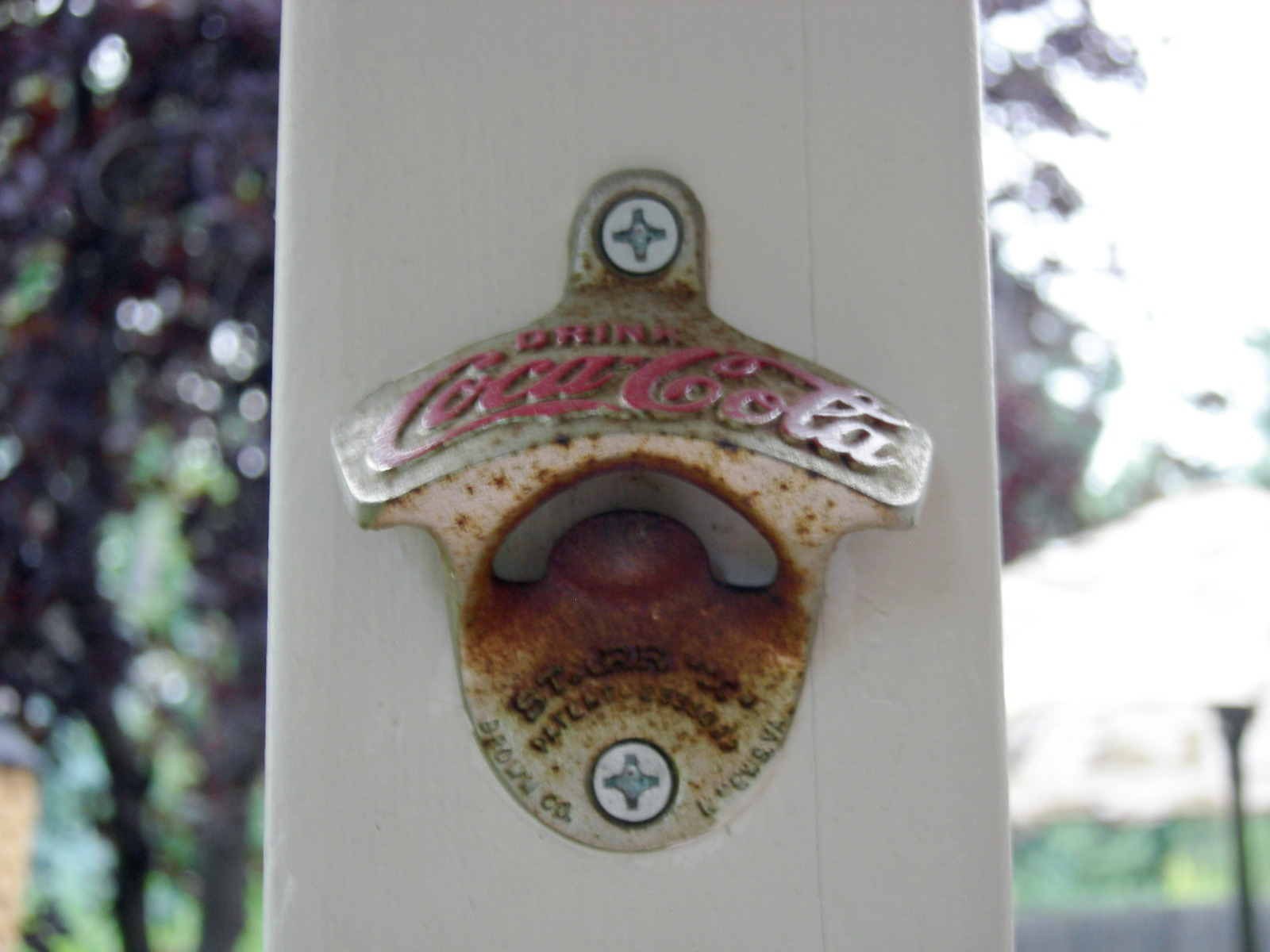
Відкривачка на стійці
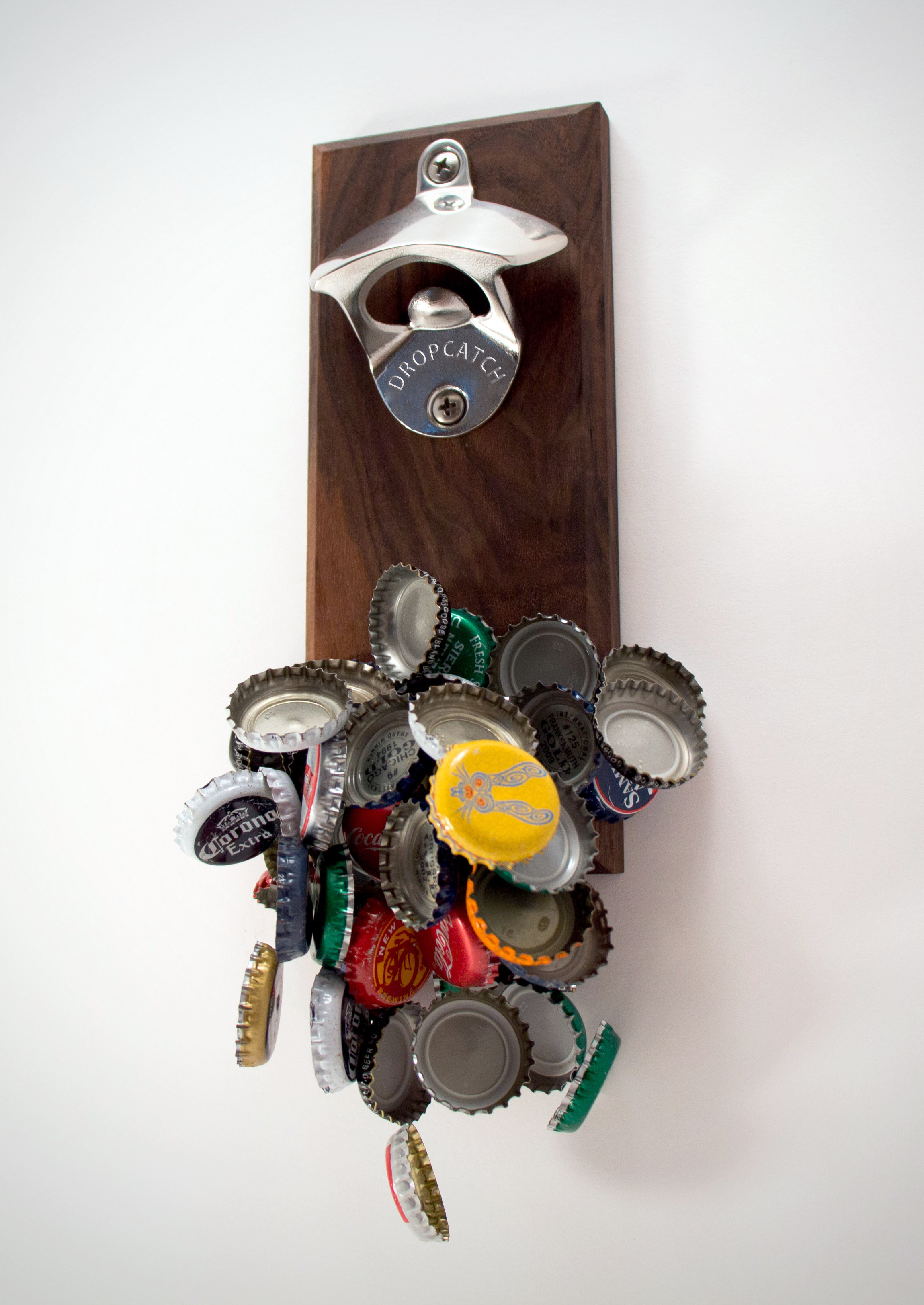
Стаціонарна відкривачка з магнітом
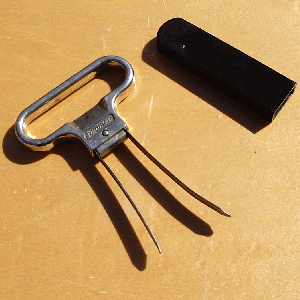
Відкривачка для відкорковування пляшок
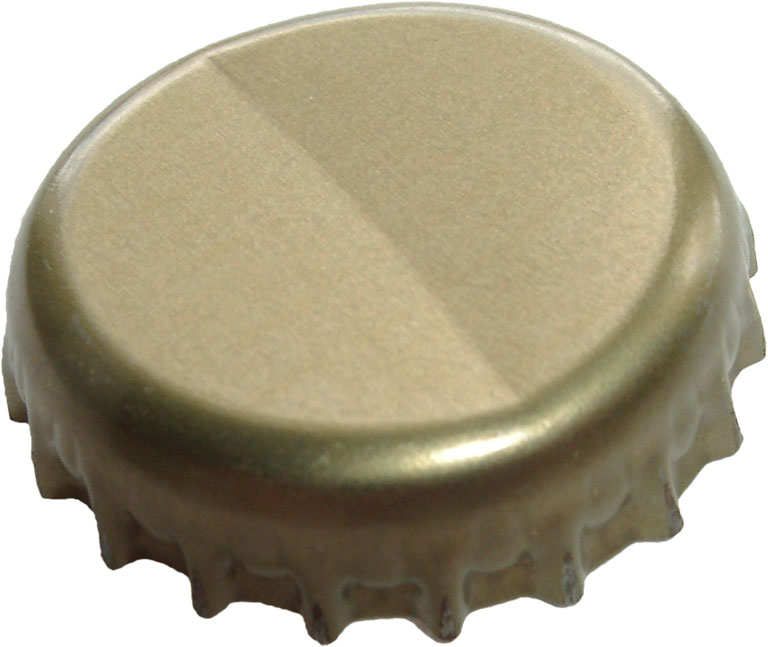
Корок в результаті відкриття зігнувся